# Rožanci
Rožanci (em cirílico:Рожанци) é uma vila da Sérvia localizada no município de Barajevo, pertencente ao distrito de Belgrado, na região de Šumadija. Possuía uma população de 523 habitantes segundo o censo de 2002.

## Demografia
| 1948 | 1953 | 1961 | 1971 | 1981 | 1991 | 2002 |
| ---- | ---- | ---- | ---- | ---- | ---- | ---- |
| 760  | 801  | 708  | 634  | 637  | 625  | 523  |